# Kriegsgefangenenlager Großporitsch

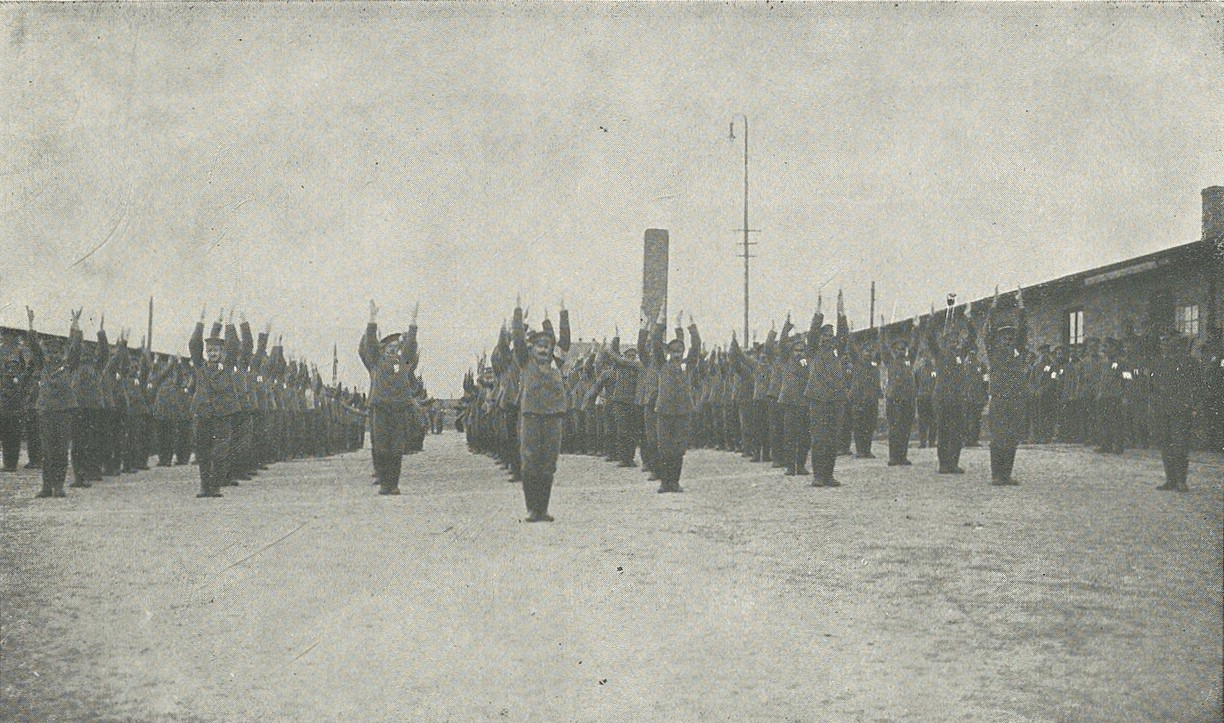
Russische Kriegsgefangene beim Turntraining (c. 1917)

Das Kriegsgefangenenlager Großporitsch entstand während des Ersten Weltkrieges zwischen Großporitsch und dem Vorwerk Kleinporitsch am Rande des Zittauer Flugplatzes.
Bereits seit dem 1. April 1891 wurde das Gelände als Exerzierplatz des 3. Sächsischen Infanterieregiments Nr. 102 militärisch genutzt, da der bisherige auf den Kaiserfeldern den Ansprüchen nicht mehr genügte.
In den ersten Kriegsjahren entstand eine Barackensiedlung für Kriegsgefangene, die vor allem beim Straßen- und Wegebau der Umgebung eingesetzt wurden. Durch russische Gefangene erfolgte u. a. die Begradigung des steilen Wegstückes über den Sandberg zwischen Dornhennersdorf und Seitendorf. Für den Einkauf innerhalb des Lagers erhielten die Gefangenen ein spezielles Papiergeld ausgezahlt, das als Lagerwährung galt.
Für die verstorbenen russischen und französischen Gefangenen ließ die Kommandantur einen Gedenkstein im Lager errichten, der noch heute erhalten ist und gepflegt wird.
Ab 1919 diente das Kriegsgefangenenlager als Aufnahmelager für die im Gefangenenaustausch aus dem Ausland zurückgekehrten deutschen Kriegsgefangenen. Nach einer kurzzeitigen weiteren Nutzung als Durchgangslager für Aussiedler aus den nach dem Versailler Vertrag an Polen abgegebenen Teilen der Provinz Posen und Oberschlesiens wurde 1920 mit dem Abriss des Lagers begonnen.
Nachdem die Stadt Zittau im Jahre 1937 wieder Garnisonsstadt geworden war, begann auf dem Gelände der Neubau einer Kaserne für das 1. Bataillon des Infanterieregiments 52 (ab 1938 Infanterieregiment 103), der wegen des Ausbruches des Zweiten Weltkrieges unvollendet blieb.
Die Kasernenbauten wurde 1944 von den Zittwerken übernommen und zu Unterkünften für die Beschäftigten sowie Lager für Ostarbeiter und KZ-Häftlinge fertiggestellt.